# Elbersdorf (Spangenberg)
Elbersdorf ist ein Stadtteil von Spangenberg im nordhessischen Schwalm-Eder-Kreis. Zum Ortsbezirk gehört der Weiler Kaltenbach. Elbersdorf ist mit etwa 900 Einwohnern der größte Stadtteil von Spangenberg.

## Geographie
Elbersdorf liegt direkt unterhalb des Schlossberges und ist mit Spangenberg inzwischen zusammengewachsen. Nur noch ältere Elbersdörfer und Spangenberger können sagen, wo die Grenze zwischen den beiden Orten verläuft. Durch Elbersdorf fließt ein Teilstück der Esse, welche dann in der Nähe der Betriebsstätte von Holzbau Kühlborn in die Pfieffe mündet. Zu Elbersdorf zählt man auch noch die Siedlung Kaltenbach.

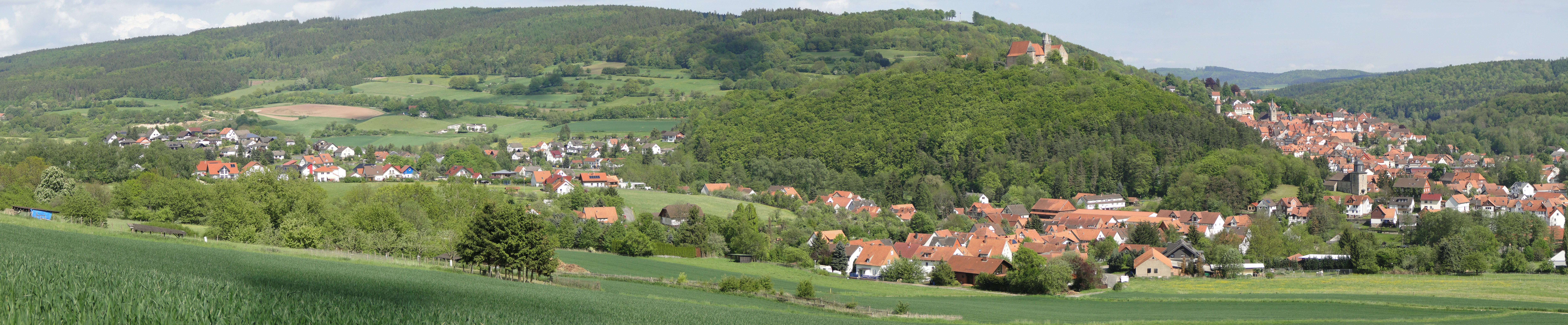
Panorama-Ansicht von Elbersdorf am Fuße des Schlossbergs

## Geschichte

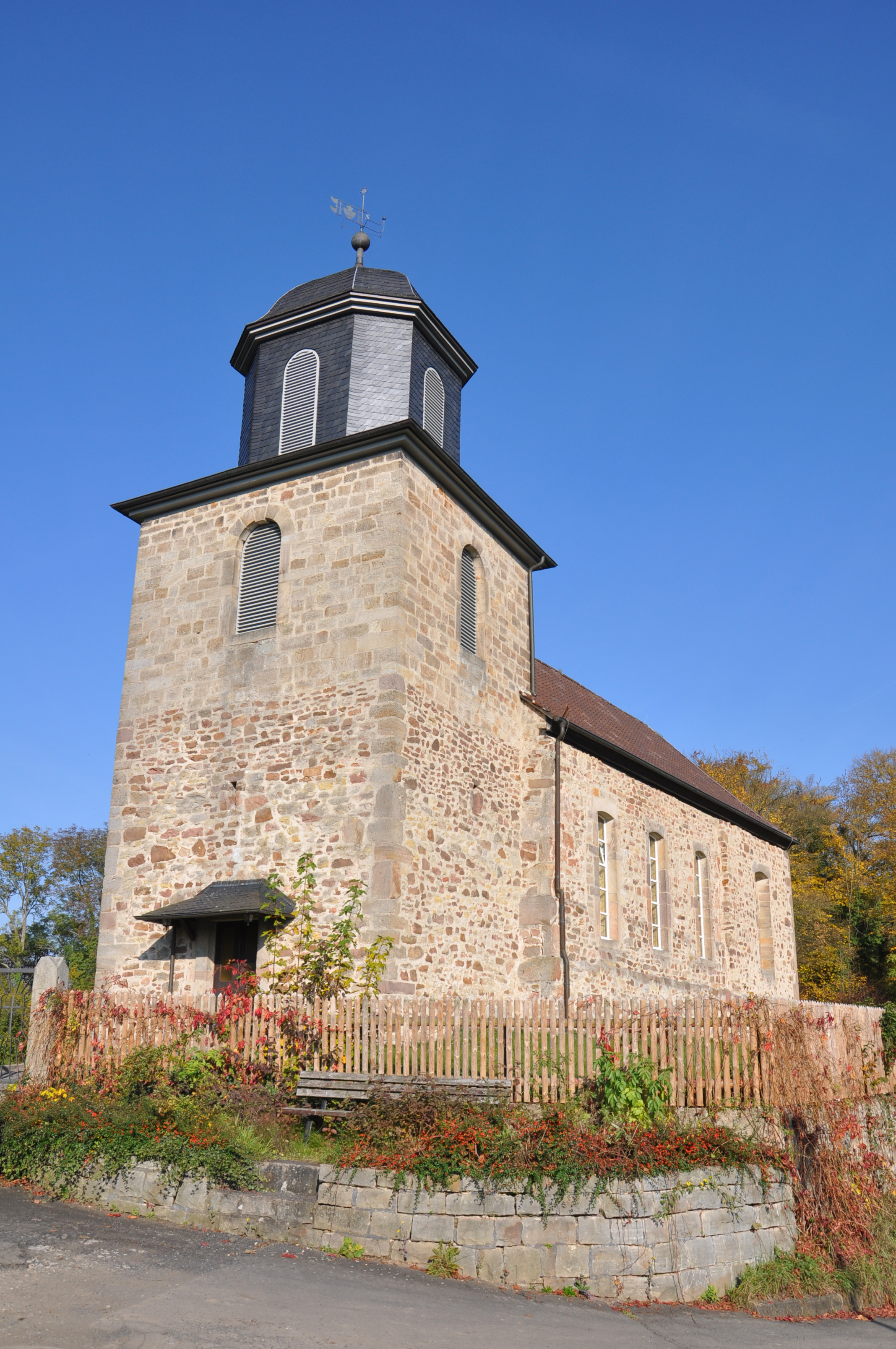
Ev. Kirche in Elbersdorf

Die älteste bekannte Erwähnung von Elbersdorf erfolgte im Jahr 1220 unter dem Namen „Elbrichestorp“ im Urkundenbuch der Deutschordensballei Hessen.
Die denkmalgeschützte gotische Kirche besteht überwiegend aus Bruchsteinen.
Zum 31. Dezember 1971 wurde die bis dahin selbständige Gemeinde Elbersdorf im Zuge der Gebietsreform in Hessen auf freiwilliger Basis in die der Stadt Spangenberg eingemeindet. Für Elbersdorf wurde ein Ortsbezirk mit Ortsbeirat und Ortsvorsteher nach der Hessischen Gemeindeordnung gebildet.

## Bevölkerung
Einwohnerstruktur 2011
Nach den Erhebungen des Zensus 2011 lebten am Stichtag, dem 9. Mai 2011, in Elbersdorf 942 Einwohner. Darunter waren 39 (4,1 %) Ausländer.
Nach dem Lebensalter waren 162 Einwohner unter 18 Jahren, 357 zwischen 18 und 49, 222 zwischen 50 und 64 und 198 Einwohner waren älter. Die Einwohner lebten in 417 Haushalten. Davon waren 108 Singlehaushalte, 123 Paare ohne Kinder und 147 Paare mit Kindern, sowie 30 Alleinerziehende und 9 Wohngemeinschaften. In 84 Haushalten lebten ausschließlich Senioren und in 273 Haushaltungen lebten keine Senioren.
Einwohnerentwicklung
- 1585: 54 Haushaltungen[3]
- 1747: 32 Haushaltungen[3]

| Elbersdorf: Einwohnerzahlen von 1834 bis 2019 | Elbersdorf: Einwohnerzahlen von 1834 bis 2019 | Elbersdorf: Einwohnerzahlen von 1834 bis 2019 | Elbersdorf: Einwohnerzahlen von 1834 bis 2019 | Elbersdorf: Einwohnerzahlen von 1834 bis 2019 |
| --- | --------------------------------------------- | --------------------------------------------- | --------------------------------------------- | --------------------------------------------- |
| Jahr |                                               |                                               |                                               | Einwohner                                     |
| 1834 | 1834                                          |                                               | 615                                           | 615                                           |
| 1840 | 1840                                          |                                               | 561                                           | 561                                           |
| 1846 | 1846                                          |                                               | 563                                           | 563                                           |
| 1852 | 1852                                          |                                               | 564                                           | 564                                           |
| 1858 | 1858                                          |                                               | 550                                           | 550                                           |
| 1864 | 1864                                          |                                               | 543                                           | 543                                           |
| 1871 | 1871                                          |                                               | 510                                           | 510                                           |
| 1875 | 1875                                          |                                               | 534                                           | 534                                           |
| 1885 | 1885                                          |                                               | 494                                           | 494                                           |
| 1895 | 1895                                          |                                               | 448                                           | 448                                           |
| 1905 | 1905                                          |                                               | 453                                           | 453                                           |
| 1910 | 1910                                          |                                               | 468                                           | 468                                           |
| 1925 | 1925                                          |                                               | 444                                           | 444                                           |
| 1939 | 1939                                          |                                               | 604                                           | 604                                           |
| 1946 | 1946                                          |                                               | 740                                           | 740                                           |
| 1950 | 1950                                          |                                               | 734                                           | 734                                           |
| 1956 | 1956                                          |                                               | 689                                           | 689                                           |
| 1961 | 1961                                          |                                               | 705                                           | 705                                           |
| 1967 | 1967                                          |                                               | 802                                           | 802                                           |
| 1980 | 1980                                          |                                               | ?                                             | ?                                             |
| 1990 | 1990                                          |                                               | ?                                             | ?                                             |
| 2000 | 2000                                          |                                               | ?                                             | ?                                             |
| 2011 | 2011                                          |                                               | 942                                           | 942                                           |
| 2019 | 2019                                          |                                               | 866                                           | 866                                           |
| Datenquelle: Historisches Gemeindeverzeichnis für Hessen: Die Bevölkerung der Gemeinden 1834 bis 1967. Wiesbaden: Hessisches Statistisches Landesamt, 1968. Weitere Quellen: LAGIS; Stadt Spangenberg; Zensus 2011 |                                               |                                               |                                               |                                               |

Historische Religionszugehörigkeit
| • 1885: | 492 evangelische (= 99,60 %), ein katholischer (= 0,20 %), ein anderer christliche-konfessioneller (= 0,20 %) Einwohner |
| • 1961: | 651 evangelische (= 92,34 %), 43 katholische (= 6,10 %) Einwohner                                                       |

## Politik
Für Elbersdorf besteht ein Ortsbezirk (Gebiete der ehemaligen Gemeinde Elbersdorf) mit Ortsbeirat und Ortsvorsteher nach der Hessischen Gemeindeordnung.
Der Ortsbeirat besteht aus sieben Mitgliedern. Bei den Kommunalwahlen in Hessen 2021 betrug die Wahlbeteiligung zum Ortsbeirat 79,48 %. Alle Kandidaten gehörten der „Gemeinschaftsliste Elbersdorf und Kaltenberg“ an. Der Ortsbeirat wählte Hartmut Körber zum Ortsvorsteher.

## Kultur
In Elbersdorf gibt es viele sehr aktive Vereine, so zum Beispiel den TuSpo Elbersdorf 1965 e. V., die Freiwillige Feuerwehr, den Gesangverein Liederfreund 1868, den Sozialverband VdK Ortsgruppe Elbersdorf und einen Spielmanns- und Fanfarenzug der Freiwilligen Feuerwehr.
Die Elbersdörfer werden in der Gegend um Spangenberg Gigäker genannt, denn die weißen Hausgänse an der Esse begrüßten Eindringlinge gerne mit einem durchdringenden Geschrei, welches den Elbersdörfern ihren Spitznamen gab.